# Can Planés (Súria)
Can Planés és una obra de Súria (Bages) protegida com a Bé Cultural d'Interès Local.

## Descripció
Edifici situat en el nucli del Samuntà, ubicat al nord del nucli de Súria. Es tracta d'una construcció de planta rectangular. El cos principal ha estat reformat al llarg dels segles xviii i xix en diferents indrets. A la façana principal destaca la presència de la part superior d'una finestra geminada, el més segur que reaprofitada. Està feta en un sol carreu treballat amb el doble arc.
Trull de Cal Planés o Trull del Samuntà és una construcció de planta poligonal a dos nivells. A l'interior es conserva tot un conjunt d'elements, eines i construccions auxiliars relacionats amb la mòlta de les olives i l'extracció i producció d'oli.

## Història
Es coneixen algunes reformes de la casa, per inscripcions amb les dates 1732, 1746. 1747 i 1833 a sengles indrets de la casa.